# Tukultininurta II

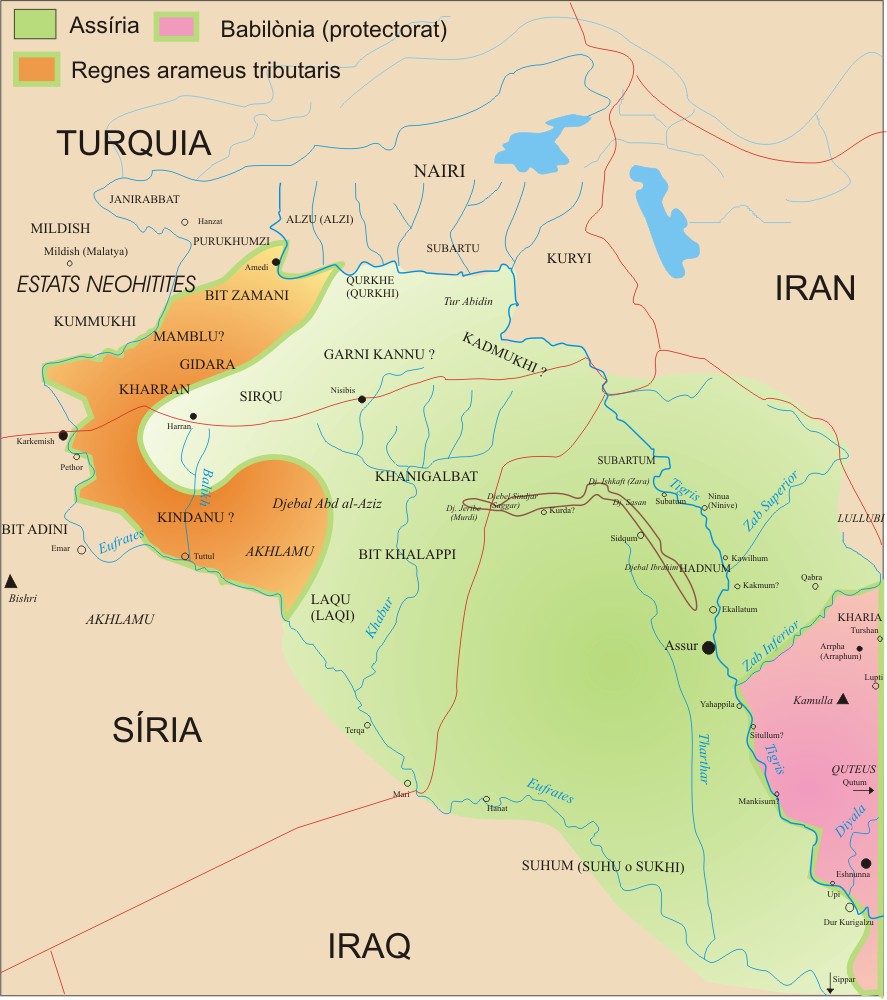
Mapa

Tukultininurta II o Tukulti-Ninurta II va ser rei d'Assíria del 890 aC al 884 aC. Segons la Llista dels reis d'Assíria era fill d'Adadnirari II al que va succeir. Va regnar durant set anys.
Va consolidar les conquestes del seu pare i va afegir a les conquestes el principat arameu de Kharran o Harranu (Haran). A l'est va annexionar la regió de Lakhira i les fortaleses d'Arrapkha (Kirkuk) i Lubda. Va fer una expedició a Nairi on va sotmetre al seu rei Ammebali. Després va atacar als arameus, conquerint part de l'estat de Sukhi (Suhu) al que va sotmetre a tribut, i va dominar els principats de Mamblu (capital Khuzirina) i Gidara (on era rei Muquru), els dos de la regió de Nísibis.
En la lluita contra Babilònia va arribar fins a Dur-Kurigalzu i Sippar, sense trobar oposició, i la frontera es va establir al sud del riu Zab, paral·lela a aquest riu.
Va fer restaurar les muralles d'Assur. A la seva mort el va succeir el seu fill Assurnasirpal II.